# Senecio glossanthus
Senecio glossanthus là một loài thực vật có hoa trong họ Cúc. Loài này được (Sond.) Belcher miêu tả khoa học đầu tiên năm 1956.